# Bupleurum alpigenum
Bupleurum alpigenum là một loài thực vật có hoa trong họ Hoa tán. Loài này được Jord. & Fourr. mô tả khoa học đầu tiên năm 1866.